# ورزشگاه چامارتین

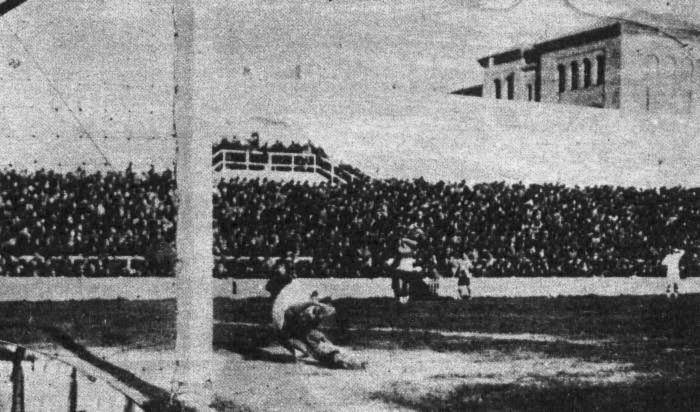
عکسی قدیمی از ورزشگاه چامارتین

ورزشگاه چامارتین (به اسپانیایی: Estadio Chamartín) یک ورزشگاه چند منظوره در مادرید، اسپانیا بوده‌است.
این ورزشگاه تا قبل از بازگشایی ورزشگاه سانتیاگو برنابئو در سال ۱۹۴۷ به عنوان ورزشگاه رسمی باشگاه فوتبال رئال مادرید استفاده می‌شده‌است. این ورزشگاه ۲۲٬۵۰۰ نفر گنجایش داشته و در سال ۱۹۲۳ ساخته شد. نخستین بازی که در این ورزشگاه انجام شد بازی تیمهای باشگاه فوتبال رئال مادرید  و باشگاه فوتبال نیوکاسل یونایتد بوده‌است. این ورزشگاه در بازی ویدئویی فیفا ۲۰۱۰ قابل بازی است.